# Cuisine océanienne

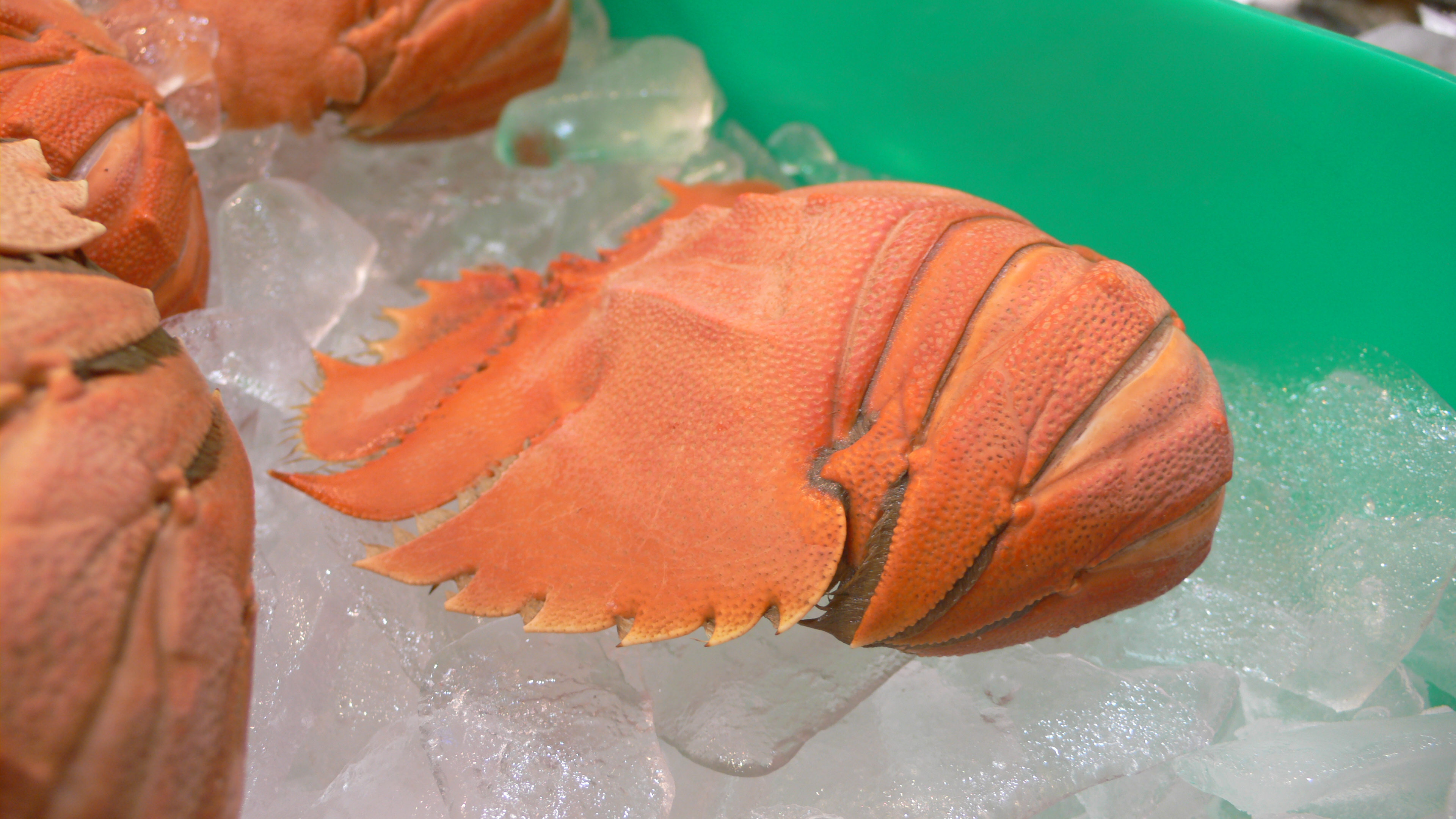
Un balmain cuit. Également connu sous le nom de homard papillon, il s'agit d'une espèce de homard pantoufle qui vit dans les eaux peu profondes autour de l'Australie.

Les cuisines de l'Océanie comprennent celles de l'Australie, de la Nouvelle-Zélande et de la Nouvelle-Guinée, ainsi que celles de nombreuses autres îles ou groupes d'îles d'Océanie.
La région de l'Océanie étant constituée d'îles, les fruits de mer constituent une part importante du régime alimentaire, les légumes tels que les pommes de terre, les patates douces, le taro et les ignames étant les principaux féculents. La noix de coco et ses produits dérivés tels que le lait de coco, l'huile de coco et le sucre de coco sont un ingrédient important dans les tropiques de l'Océanie. L'un des styles de cuisine les plus distinctifs de toute l'Océanie est le four en terre, une méthode qui consiste à déposer les aliments sur des pierres chaudes et à les enterrer dans la terre. Cette technique est originaire de Papouasie-Nouvelle-Guinée et a ensuite été répandue par les marins austronésiens. C'était historiquement la principale méthode de cuisson des Polynésiens idéale pour leurs arbres et leurs racines, ce qui a rendu obsolète la culture de la poterie établie de leurs ancêtres Lapita ; certains peuples polynésiens, au contact des explorateurs européens des siècles plus tard, ont rapidement adopté les ustensiles de cuisine en métal de ces derniers, comme ce fut le cas entre les Maoris de Poverty Bay confrontés au HMS Endeavour de James Cook en 1769.

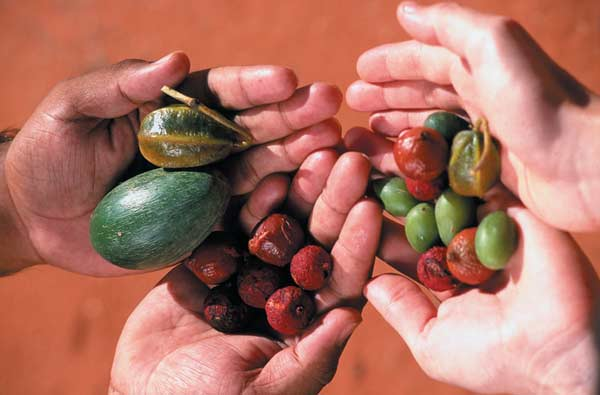
Bush tucker (aliments du bush) récoltés dans le parc désertique d'Alice Springs. Les aliments du bush sont des espèces végétales indigènes comestibles et des produits animaux utilisés par les Australiens autochtones comme aliments contemporains ou traditionnels.

## La gastronomie australienne

### Caractéristiques générales
Outre le climat et la disponibilité des produits, la cuisine australienne a été influencée par les goûts des colons en Australie. La période coloniale britannique a établi une forte base d'intérêt pour les recettes et les méthodes de style anglo-celtique. Les influences ultérieures se sont développées à partir de l'immigration multiculturelle et comprenaient les cuisines chinoise, japonaise, malaisienne, thaïlandaise et vietnamienne. Les influences de la gastronomie méditerranéenne, notamment de la cuisine grecque, de la cuisine italienne et de la cuisine libanaise sont fortes, ainsi que des influences de la cuisine française, indienne, espagnole, turque, allemande et africaine. Les cuisines régionales australiennes utilisent généralement des légumes cultivés localement en fonction de la disponibilité saisonnière, et l'Australie possède également de grandes régions fruitières. La variété de pommes Granny Smith est originaire de Sydney, en Australie, en 1868. Dans les États du sud de Victoria et d'Australie-Méridionale, en particulier la vallée de la Barossa, les vins et la nourriture reflètent les traditions et le patrimoine de la région. Le climat australien rend les barbecues monnaie courante. Les stands de barbecue vendant des saucisses et des oignons frits sur du pain blanc avec de la sauce tomate ou barbecue sont courants.

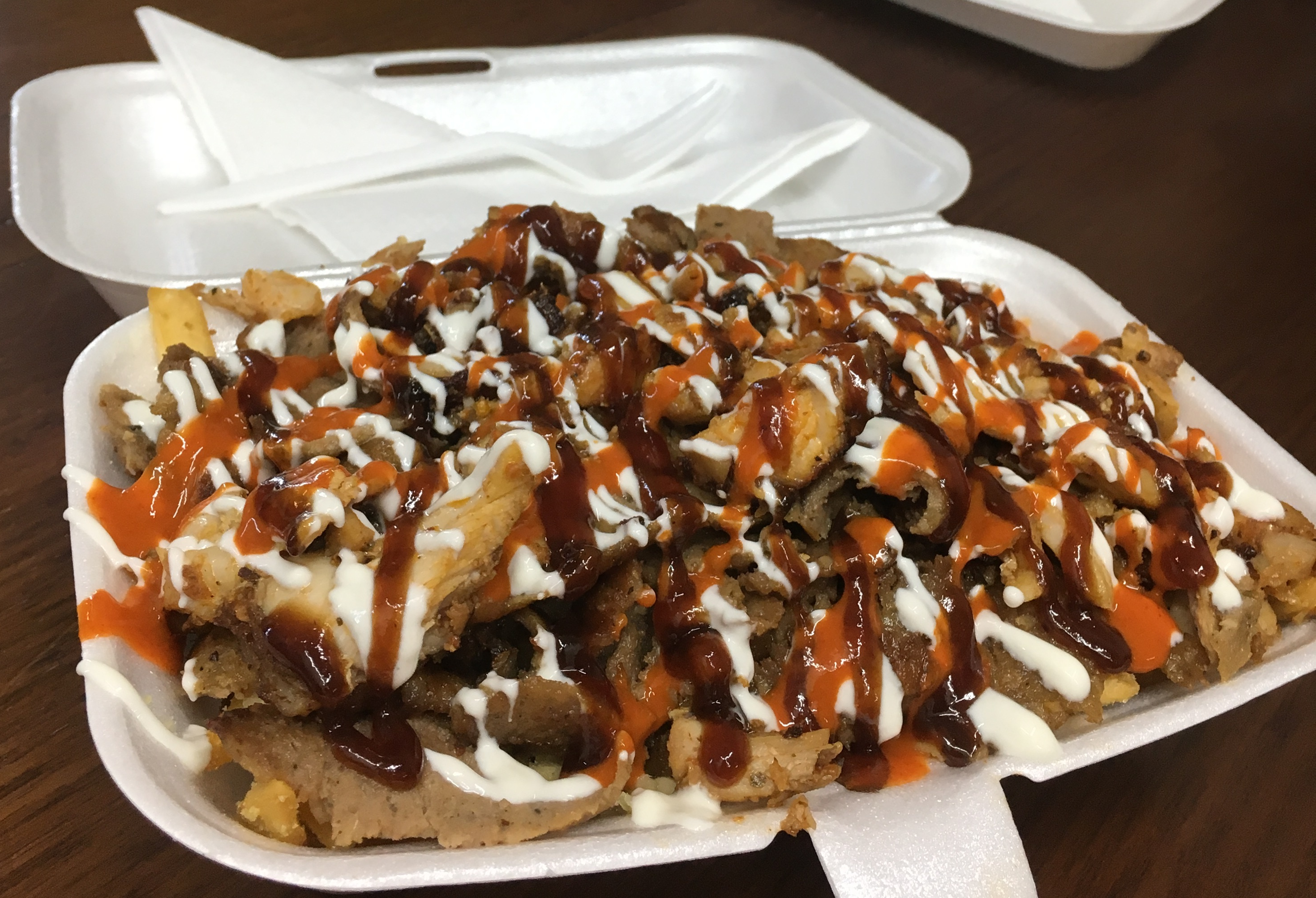
Pack de collations halal, un plat de restauration rapide australien composé de viande de doner kebab et de frites avec des sauces.

### Liste des cuisines régionales et locales australiennes
- Cuisine australienne
- Cuisine de la Nouvelle-Galles du Sud
- Cuisine du Territoire du Nord
- Cuisine du Queensland
- Cuisine d'Australie-Méridionale
- Cuisine de Tasmanie
- Cuisine de l'État de Victoria
- Cuisine d'Australie-Occidentale
- Cuisine de l'Île Christmas
- Cuisine cocossienne
- Cuisine de l'Île Norfolk

## La gastronomie mélanésienne

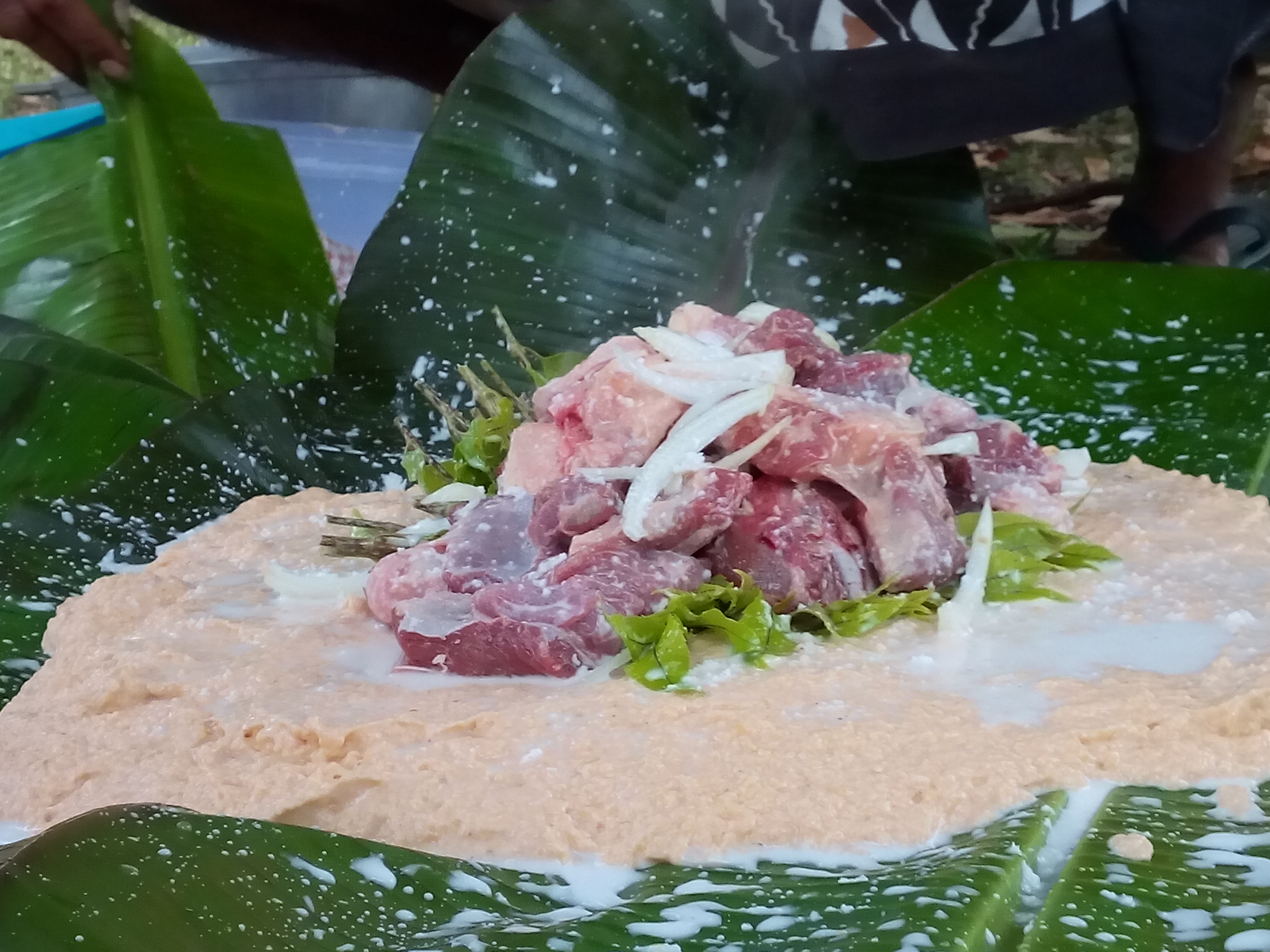
Le plat national du Vanuatu appelé laplap

La cuisine mélanésienne inclut les différentes gastronomies insulaires des îles Fidji, de la Nouvelle-Calédonie, de la Papouasie-Nouvelle-Guinée, des Îles Salomon et de Vanuatu.
- Cuisine fidjienne
- Cuisine de Nouvelle-Calédonie
- Cuisine de Papouasie-Nouvelle-Guinée
- Cuisine des Îles Salomon
- Cuisine du Vanuatu

## La gastronomie micronésienne

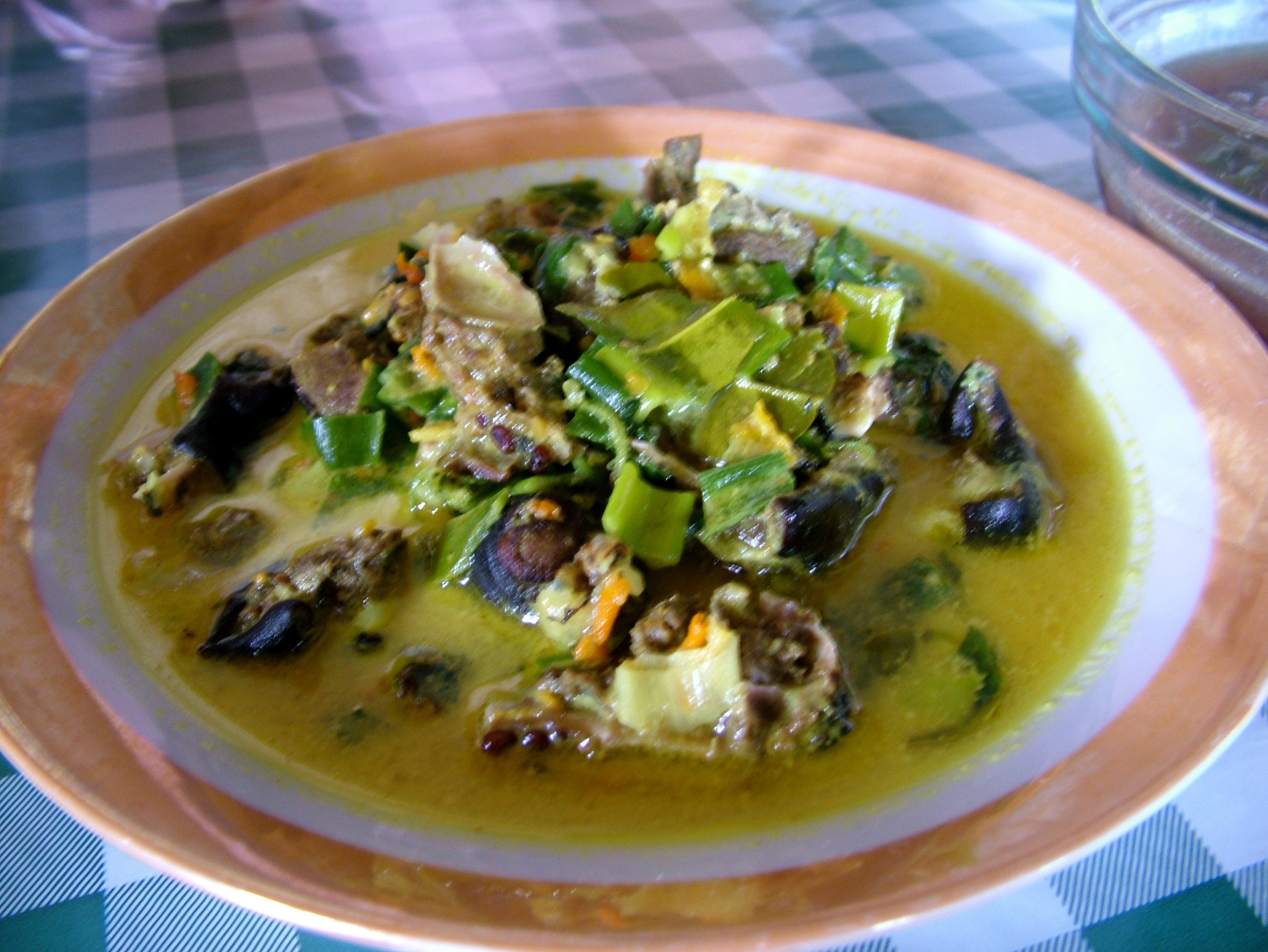
Un plat de soupe jaune au paniki.

La cuisine de Micronésie comprend les différentes gastronomies insulaires des Îles Gilbert, de Guam, des Îles Marshall, des États fédérés de Micronésie, de Nauru, de Palaos et des Îles Mariannes du Nord.
- Cuisine gilbertaise
- Cuisine de Guam
- Cuisine marshallaise
- Cuisine micronésienne
- Cuisine de Nauru
- Cuisine des Mariannes du Nord
- Cuisine paluane

## La gastronomie polynésienne

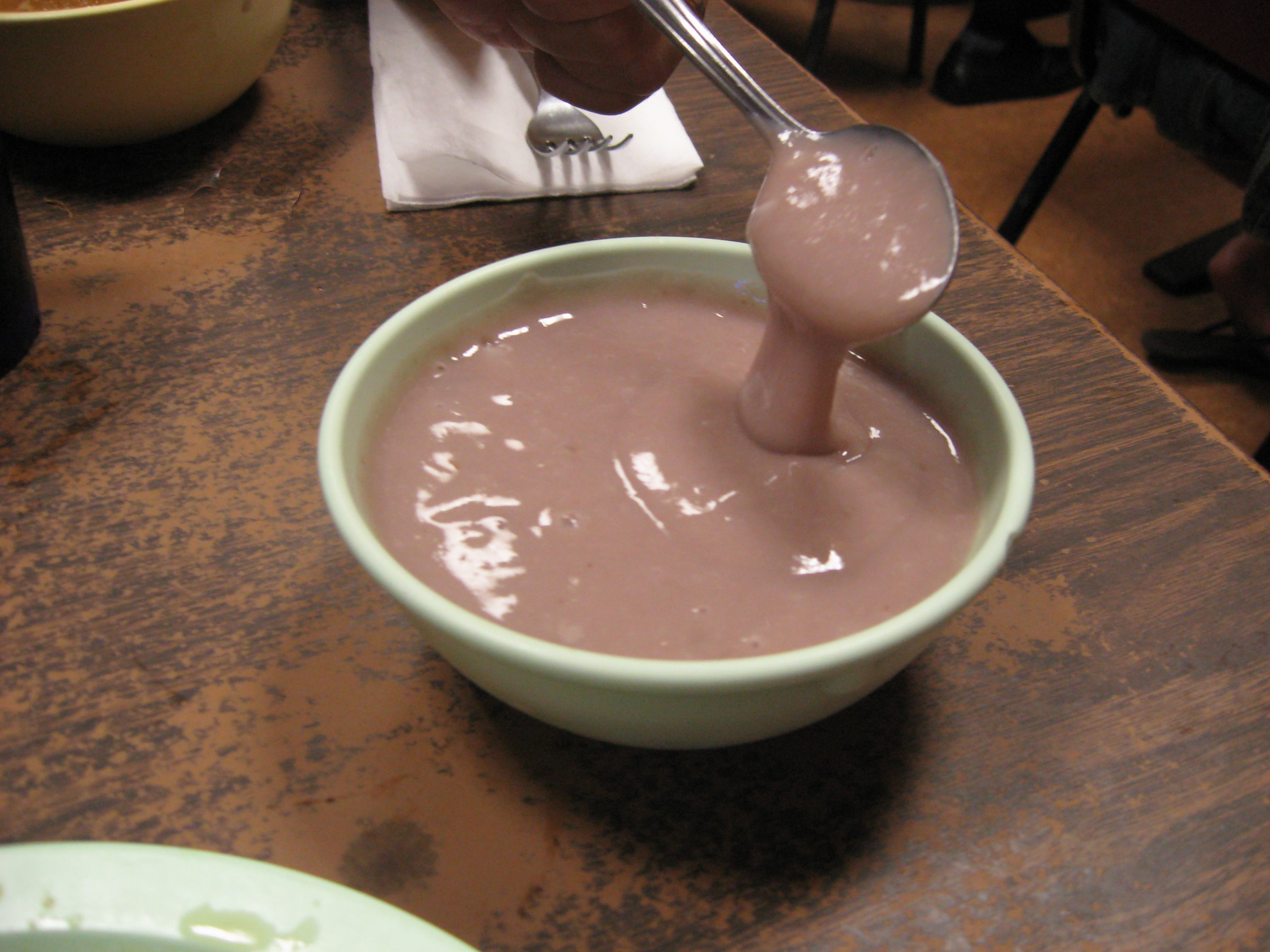
Un bol de poi, une pâte féculente consommée en Polynésie orientale.

### Caractéristiques générales
La cuisine polynésienne englobe les pratiques culinaires de la Polynésie, une zone notamment définie comme le Triangle polynésien et occasionnellement les régions périphériques polynésiennes qui ont été colonisées par des marins polynésiens. La vaste région de la Polynésie a eu une grande influence sur la cuisine elle-même, différant en raison du climat, de la géographie et des groupes d'îles voisins, comme la pratique de la récolte et de la cuisson de la sève de noix de coco dans les atolls des peuples micronésiens ou la récolte et la transformation du sagou dans les régions périphériques des Mélanésiens. La cuisine polynésienne a été influencée par les ingrédients et les préparations traditionnels des Polynésiens, ainsi que par les pratiques culinaires européennes, asiatiques et américaines. La cuisine polynésienne a influencé la cuisine malgache.

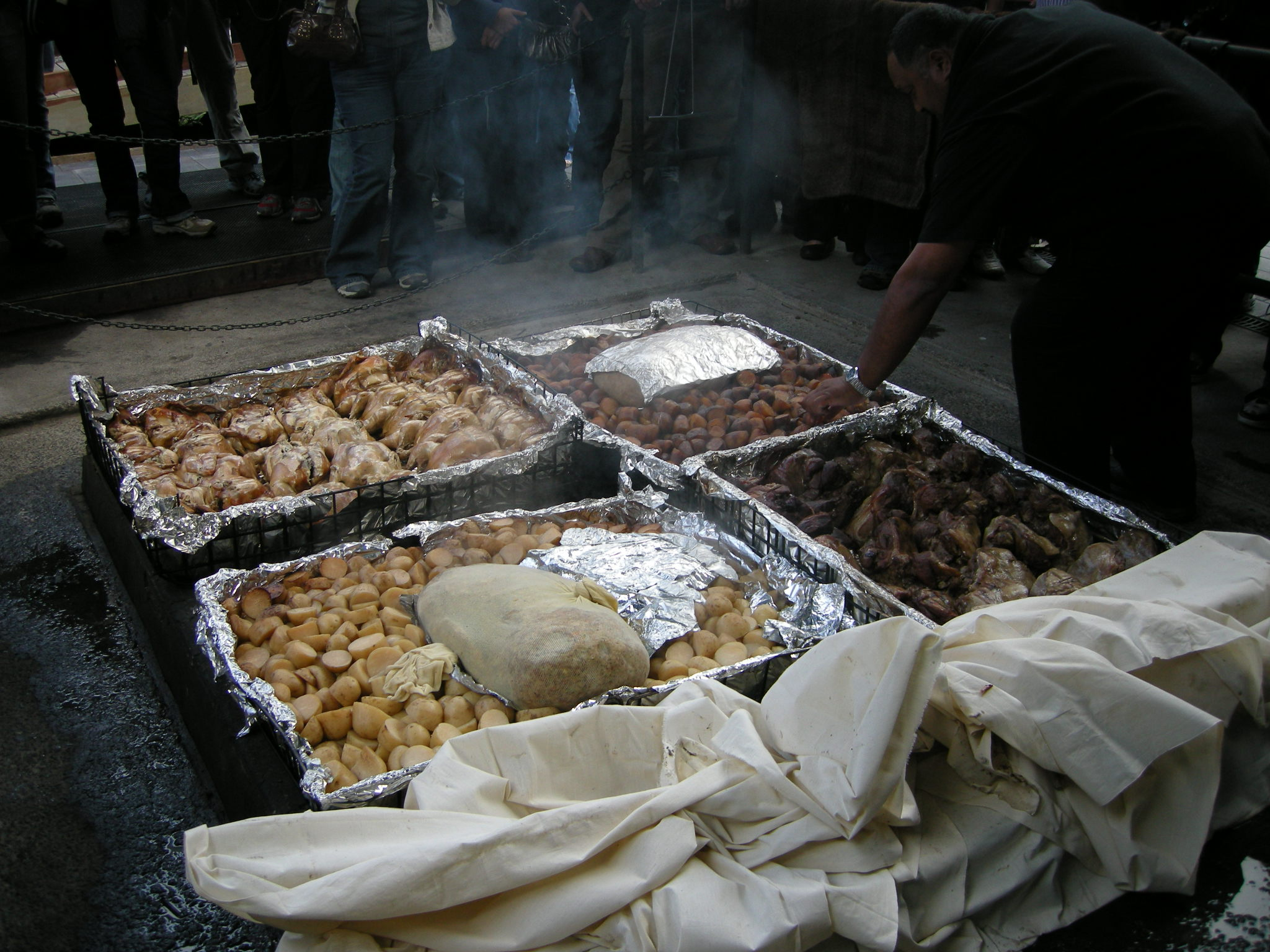
Préparation d'un hāngī, une méthode de cuisson des aliments utilisée par les Maoris de Nouvelle-Zélande pour des occasions spéciales, à l'aide de pierres chaudes enterrées dans un four à fosse.

### Liste des cuisines régionales et locales de la Polynésie
- Cuisine des Îles Cook
- Cuisine hawaïenne
- Cuisine de la Nouvelle-Zélande
- Cuisine niuéenne
- Cuisine de l'île de Pâques
- Cuisine des Îles Pitcairn
- Cuisine polynésienne
- Cuisine des Samoa
- Cuisine de Tokelau
- Cuisine des Îles Tonga
- Cuisine des Tuvalu
- Cuisine de Wallis-et-Futuna